# Tour de l'Horloge de Gap
Pour les articles homonymes, voir Tour de l'Horloge.
La Tour de l'horloge de Gap est une tour qui domine le centre-ville de Gap et qui en est son principal symbole.

## Historique
A la fin de juillet 1692, les armées du Duc de Savoie envahissent l'actuel territoire des Hautes-Alpes avec près de 40 000 hommes et conquièrent Gap le 30 août. La ville, pillée, est désertée, les élus s'étant réfugiés à Sisteron, emportant avec eux les archives de la ville. Les soldats finissent par y mettre le feu le 12 septembre, détruisant notamment l'hôtel de ville et la Tour de l'Horloge. Ils seront reconstruits à partir de 1700, à leur emplacement actuel, rue du Colonel Roux.

## Description
L'actuelle Tour n'est pas accessible au public mais l'entrée principale se situe au sommet de l'hôtel de ville. Elle dispose d'une cloche, réalisée après la reconstruction de la Tour les 19 et 20 juin 1700 par les frères Antoine et Claude Vallier sous l'impulsion du maire Jean Masseron et des consuls municipaux, fondeurs itinérants de la Vallée de la Clarée.
Quelques éléments sont gravés sur la cloche, notamment un crucifix et le nom du maire et des consuls, la date 1700, un médaillon semblant représenter l'emblème de la ville, ainsi que le nom de Claude Vallier.